# Elisabeth-Marie d'Oels
Elisabeth Marie d'Oels (née le 11 mai 1625 à Oleśnica – 17 mars 1686, à Oleśnica) est le dernier membre de la lignée de la famille de Poděbrady, issue du roi Georges de Bohême, et régnante sur le duché d'Œls.

## Biographie
Elisabeth Marie est la fille unique du duc Charles Frédéric († 1647) née de son premier mariage avec Anna Sophia (1598–1641), fille de Frédéric-Guillaume Ier de Saxe-Weimar.
Le 1er mai 1647, Elisabeth épouse à Oels le duc Silvius Ier Nimrod de Wurtemberg-Juliusburg, petit-fils du duc Frédéric Ier de Wurtenberg. Son père meurt le 31 du même mois. Il était le dernier représentant masculin de la lignée des Poděbrady et souhaitait léguer le duché à sa fille. Quand en 1638, il avait déclaré que Oels était une « fief féminin », l'Empereur Ferdinand III du Saint-Empire avait toutefois élevé des objections. En 1648, un compromis est trouvé : la possession de Jevišovice en Moravie est cédée à l'Empereur qui investit Sylvius Nimrod du duché d'Œls. La famille de Poděbrady conserve le domaine morave de Šternberk; le duché de Münsterberg est déclaré vacant et revient à l'Empereur. L'Empereur réunit enfin les armoiries d'Elisabeth Marie et celle de Silvius Nimrod.
En 1652, Elizabeth Marie et Silvius Nimrod fonde l'Ordre Ducal Wurtemberg-Oelsien dit de « la Tête-de-Mort ». Après la mort de son époux Silvius Nimrod survenu le 26 avril 1664, Elisabeth Marie, le duc Christian de Brzeg et le comte Auguste de Legnica assurent conjointement la régence de ses quatre jeunes fils. après la mort de Charles Ferdinand en 1669, les trois survivant devenus adultes partagent le duché en 1672 et l'année suivante, Elisabeth Marie abandonne la régence de son dernier jeune fils.

## Postérité
De son union, Elisabeth Marie eut les enfants suivants:
- Anne Sophie (1648- † 1661)
- Charles Ferdinand
- Silvius II Frédéric de Wurtemberg-Oels
- Christian Ulrich Ier de Wurtemberg-Oels
- Jules-Sigismond de Wurtemberg-Juliusbourg
- Cunégonde Juliana (née † 1655)
- Sylvius (né † 1660)

## Source
- (en) Cet article est partiellement ou en totalité issu de l’article de Wikipédia en anglais intitulé « Elisabeth Marie, Duchess of Oels » (voir la liste des auteurs), édition du 11 juillet 2014.
- Anthony Stokvis, Manuel d'histoire, de généalogie et de chronologie de tous les États du globe, depuis les temps les plus reculés jusqu'à nos jours, préf. H. F. Wijnman, Israël, 1966, chapitre VIII « Généalogie de la maison de Poděbrad » tableau généalogique n° 17.
- (en) & (de) Peter Truhart, Regents of Nations, K. G Saur Münich, 1984-1988 (ISBN 359810491X), Art. « Münsterberg » p. 2452-2453 & Art. « Oels + Bernstadt, Kosel, Wartenberg », p.  2453.